# Nicolaus aratus
Nicolaus aratus är en insektsart som beskrevs av Stiller 1998. Nicolaus aratus ingår i släktet Nicolaus och familjen dvärgstritar. Inga underarter finns listade i Catalogue of Life.